# Zentaurenbrunnen (Bad Reichenhall)

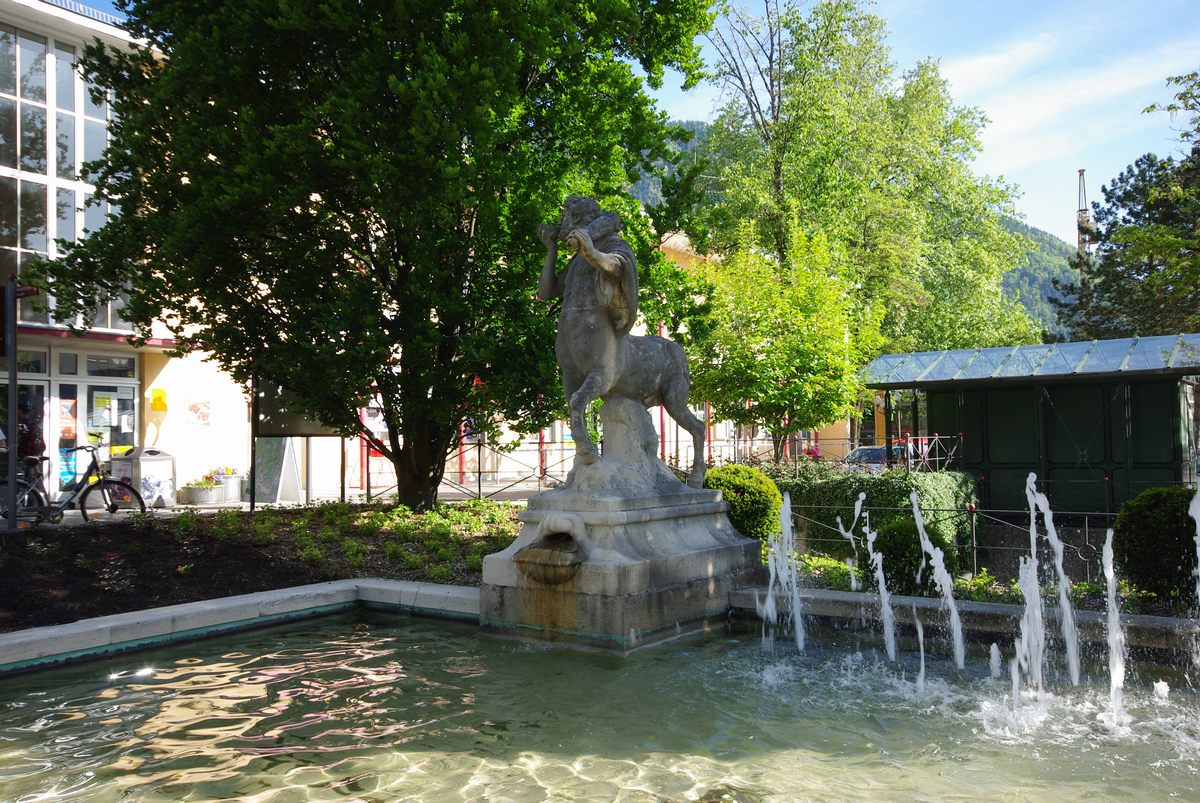
Zentaurenbrunnen am Bahnhofsplatz

Der Zentaurenbrunnen ist ein Brunnen am Bahnhofsplatz direkt vor dem Bahnhof der oberbayerischen Stadt Bad Reichenhall. 
Gestiftet wurde der Brunnen von dem Reichenhaller Ehrenbürger Alfred Nathan und errichtet von Georg Albertshofer, der Entwurf stammt von German Bestelmeyer.
Der Zentaurenbrunnen steht unter Denkmalschutz und ist unter der Nummer D-1-72-114-229 in die Bayerische Denkmalliste eingetragen.

## Geschichte
Während der Kursaison 1909 (andere Quellen nennen das Erbauungsjahr 1910) wurde der Zentaurenbrunnen vor dem Bahnhofsgebäude feierlich enthüllt. Die Sagengestalt des Zentauren Cheiron, welcher Asklepios zum Arzt ausbildete, soll als Symbol für Heilung und Gesundung stehen und das Image des Ortes als Kurort verkörpern. Die Kurgäste sollten so schon bei der Ankunft am Bahnhof sinnbildlich mit der Heilkraft des Ortes vertraut gemacht werden. Von Seiten der Politiker gab es bei der Enthüllung ausschließlich wohlwollende Stimmen, da der Brunnen die Ausrichtung Bad Reichenhalls als Heilbad zusätzlich unterstrich.
Anders als das Prinzregenten-Denkmal im Kurgarten, das Nathan 1912 gestiftet hatte und das wegen seiner jüdischer Abstammung 1937 demontiert wurde, überdauerte der Zentaurenbrunnen die Zeit des Nationalsozialismus. Auch den Luftangriff auf Bad Reichenhall am 25. April 1945, durch den Empfangsgebäude und weite Teile der Gleisanlagen des Bahnhofes zerstört wurden und der die nähere Umgebung in der Bahnhofstraße, Salzburger Straße und Frühlingstraße schwer in Mitleidenschaft zog, überstand der Zentaurenbrunnen ohne nennenswerte Schäden.
Im April 2016 wurde der Zentaurenbrunnen Ziel von Vandalismus, als eine unbekannte Person den linken Vorderfuß der Skulptur abbrach.